# John Mainwaring
John Mainwaring (1724–1807) foi um teólogo, professor e escritor da Inglaterra.
Deu aulas na Universidade de Cambridge mas é mais lembrado por ter sido o primeiro biógrafo de Georg Friedrich Händel.